# Школа громадянства та публічної політики ім. Д.Максвелла
Школа громадянства та публічної політики ім. Д. Максвелла (відома як «Школа Максвелла») — це підрозділ Сіракузького університету, що пропонує навчання на здобуття професійних ступенів у сфері публічної адміністрації та міжнародних відносин, а також навчання, науковий пошук та здобуття вищої освіти та докторських ступенів у суспільних науках. Школа Максвелла має рейтинг № 1 у США серед навчальних програм у сфері публічної політики.
Школа Максвелла також була першим Університетом США, що запровадив програму вищої освіти у сфері публічного адмінстрування.

## Факультети
- Факультет антропології
- Факультет економіки
- Факультет управлінської освіти
- Факультет географії
- Факультет історії
- Факультет міжнародних відносин
- Факультет публічного адміністрування та міжнародних справ
- Факультет політології
- Факультет суспільних наук
- Факультет соціології

У Школі Максвелла також розташовані дев'ять дослідницьких інститутів, що сприяють міждисциплінарному пошуку і співпраці в широкому колі галузей, включно з дослідженнями глобалізації, внутрішньої політики, конфліктів та взаємодії, екології, проблем старіння, публічного добробуту, громадянства, а також національної безпеки та протидії тероризму.
Школа Максвелла наразі також пропонує онлайн-навчання на здобуття магістерського бізнес-ступеню в галузі публічного адміністрування.